# 司馬良娣
司馬良娣（?—?），中國西汉時代皇族女性，為汉元帝刘奭作太子时的良娣。
司马良娣受到皇太子刘奭的宠爱，后来得病，临终前，对太子说：“妾死非天命，是有其他姬妾良人诅咒杀我。”太子深以为然。司馬良娣去世后，太子悲痛发病，郁郁寡欢，又迁怒其他姬妾，不和她们接近。之后，汉宣帝知道太子怨恨诸娣妾，便让王皇后在后宫挑选适合的女子送给太子。皇后挑了五个女子，其中包括后来汉成帝的母亲王政君。